# مارسوننا (أين)
مارسوننا (بالفرنسية: Marsonnas)‏ هي بلدية فرنسية تقع في إقليم الأين في فرنسا. رمز إنسي لها هو:1236. أما الرمز البريدي لها فهو: 1340.